# Most Piastowski w Brzegu
Most Piastowski w Brzegu je most přes řeku Odra ve městě Brzeg v okrese Brzeg v Opolském vojvodství v Polsku. Nachází se u Parku nad Odrą v nížině Pradolina Wrocławska a v Dolním Slezsku.

## Historie a popis
Příhradový, silniční a ocelový Most Piastowski byl postaven jako náhrada za starší most, který byl vážně poškozen během druhé světové války v lednu 1945. Novodobý most je nazván podle polského panovnického rodu Piastowců. První most na tomto místě byl postaven v roce 1895 a svým tvarem připomínal bránu na které byl umístěn městský znak. Současný most byl postaven v letech 1953-1954. Přes most vede státní silnice č. 39 (Droga krajowa nr 39) směrem na Namysłów. Nýtovaný most má 2 pole, délku 120,2 m, a je podepřen 1 středovým pilířem. Vedle mostu jsou za nízké hladiny ve směru proti proudu vidět zbytky provizorního dřevěného sapérského přejezdu, který fungoval do roku 1954 a který byl postaven na místě starého oderského mostu z roku 1844, jehož zděné pilíře byly v letech 1896-1897, tj. po dokončení tehdejšího mostu odstřeleny a zbořeny, aby neohrozily lodní dopravu.

## Další informace
Součástí mostu jsou také chodníky pro chodce a cyklisty. Most je celoročně volně přístupný.

## Galerie

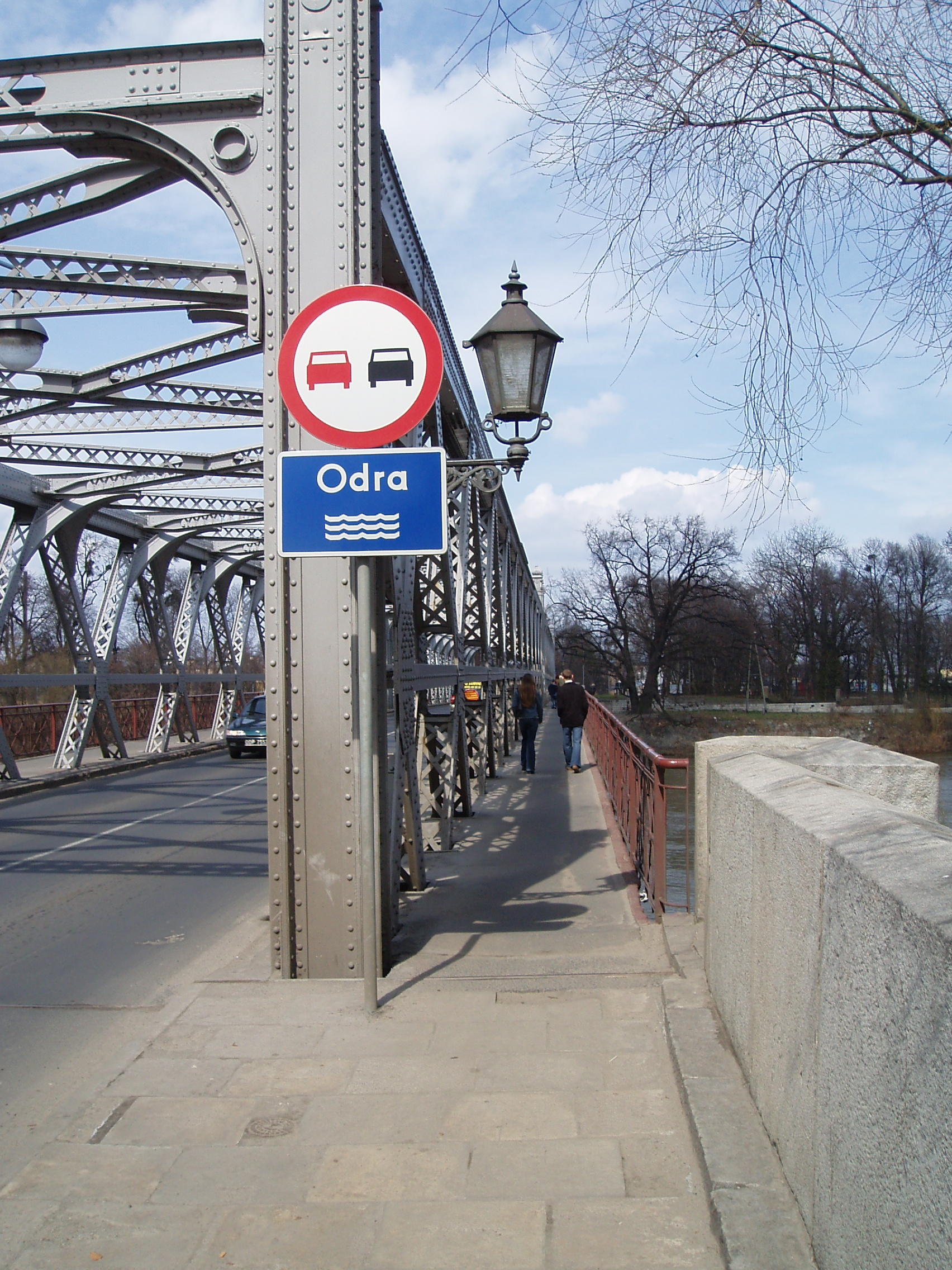
Detail nýtované příhradoviny mostu